# Андроновка (Хмельницкая область)
Андроновка (укр. Андронівка) — село в Староконстантиновском районе Хмельницкой области Украины.
Население по переписи 2001 года составляло 47 человек. Почтовый индекс — 31110. Телефонный код — 3854. Занимает площадь 0,242 км². Код КОАТУУ — 6824286702.

## Местный совет
31110, Хмельницкая обл., Староконстантиновский р-н, с. Пеньки